# Groupe de NGC 5127
Le groupe de NGC 5127 comprend au moins dix galaxies situées dans la constellation des Chiens de chasse. La distance moyenne entre ce groupe et la Voie lactée est d'environ 76,1 Mpc (∼248 millions d'al). 

## Membres
Le tableau ci-dessous liste les dix galaxies du groupe indiquées dans l'article de A.M. Garcia paru en 1993.
| Nom         | Class. | Type           | α (J2000.0)   | δ (J2000.0) | Vitesse radiale (km/s) | m            | Distance (Mpc) | Diamètre (kal) |
| ----------- | ------ | -------------- | ------------- | ----------- | ---------------------- | ------------ | -------------- | -------------- |
| NGC 5127    | E pec  | Elliptique     | 13h 23m 45.0s | 31° 33′ 57″ | 4852 ± 3               | 11,9         | 75,1 ± 5,3     | 183            |
| NGC 5166    | Sb     | Spirale        | 13h 28m 15.0s | 32° 01′ 57″ | 4647 ± 25              | 13,5         | 72,0 ± 5,1     | 136            |
| UGC 8392    | Scd?   | Spirale        | 13h 21m 13.0s | 31° 13′ 19″ | 5080 ± 1               | 14,2         | 78,5 ± 5,5     | 85             |
| UGC 8397    | Sbc    | Spirale        | 13h 21m 40.5s | 31° 21′ 04″ | 4859 ± 4               | 13,5         | 75,2 ± 5,3     | 108            |
| UGC 8426    | SBcd?  | Spirale barrée | 13h 24m 15.8s | 31° 20′ 43″ | 4987 ± 3               | 14,6         | 77,1 ± 5,4     | 96             |
| UGC 8451    | Sac    | Spirale        | 13h 26m 53.9s | 32° 11′ 36″ | 5279 ± 2               | 13,7         | 81,3 ± 5,7     | 145            |
| UGC 8496    | S?     | Spirale        | 13h 30m 17.3s | 31° 19′ 59″ | 4827 ± 11              | 14,0         | 74,7 ± 5,2     | 102            |
| UGC 8517    | S?     | Spirale        | 13h 31m 56.0s | 31° 01′ 58″ | 4665 ± 2               | 14,5         | 72,3 ± 5,1     | 74             |
| MCG 5-32-1  | S0/a   | Lenticulaire   | 13h 20m 21.5s | 31° 30′ 54″ | 5027 ± 8               | 13,850 asinh | 77,7 ± 5,5     | 75             |
| CGCG 161-41 | Sa     | Spirale        | 13h 23m 41.6s | 31° 38′ 47″ | 4976 ± 5               | 14,5         | 76,9 ± 5,4     | 72             |

Le site DeepskyLog permet de trouver aisément les constellations des galaxies mentionnées dans ce tableau ou si elles ne s'y trouvent pas, l'outil du site constellation permet de le faire à l'aide des coordonnées de la galaxie. Sauf indication contraire, les données proviennent du site NASA/IPAC.